# سندس عباس
سندس عباس (به عربی: سندس عباس) فعال حقوق بشر اهل عراق است. وی به عنوان مدیر اجرایی مؤسسه رهبری زنان در بغداد جهت بهبود حقوق زنان تلاش کرد.
سندس به عنوان یک محقق سیاسی آموزش دیده‌است که جهت مشارکت زنان عراقی در احزاب سیاسی، فرایند و اصلاح قانون اساسی و مصالحه و حل منازعات ملی تلاش کرده‌است.
او همچنین برای روزنامه‌های مهم عراق در مورد حقوق زنان مطلب می‌نویسد و کنفرانس‌های مطبوعاتی را برای رسیدگی به مسائل مربوط به زنان و کلاس‌های آموزشی در مورد تصمیم‌گیری برگزار کرده‌است.<
وی همچنین برندهٔ جوایزی همچون جایزه بین‌المللی زنان شجاع سال ۲۰۰۷ شده‌است.